# Fouquières-lès-Béthune
 Fouquières-lès-Béthune  es una población y comuna francesa, situada en la región de Norte-Paso de Calais, departamento de Paso de Calais, en el distrito de Béthune y cantón de Béthune-Sud.

## Demografía
| 537 | 540 | 1029 | 952 | 1168 | 1133 |
| Para los censos de 1962 a 1999 la población legal corresponde a la población sin duplicidades (Fuente: INSEE [Consultar]) |     |      |     |      |      |